# Tuʻi Haʻatakalaua
Tuʻi Haʻatakalaua ist eine Stammlinie von Königen von Tonga, die bis ins 14. Jahrhundert zurückreicht und später sogar die Tuʻi Tonga faktisch verdrängte. Im 18. Jahrhundert vereinigte sich die Linie mit den Tuʻi Kanokupolu und war ab Ende des 18. Jahrhunderts nur noch nominell existent.
Vier von den derzeit 33 erblichen Adelstiteln in Tonga führen ihre Herkunft auf die Tuʻi Haʻatakalaua zurück. Diese Familien sind: Tungī, Luani, Fotofili und Fakafānua. Insgesamt werden sie als die Fāaʻi hai (Diese Vier) bezeichnet. Die traditionellen Begräbnisplätze der Tuʻi Haʻatakalaua liegen in ʻEua und in Lapaha: Fale pulemālō, Fale fakauō, Fale tuingapapai (tuipapai), Fale loloʻamanu (heute: (Fale) Loʻāmanu und Tauhakeleva). Diese Plätze haben dasselbe Ansehen wie die traditionellen langi, auch wenn sich nicht so benannt werden, da die langi den Tuʻi Tonga vorbehalten sind.

## Tuʻi
- Moʻungāmotuʻa (um 1470), möglicherweise der erste Vizekönig, der durch seinen älteren Bruder Kauʻulufonua I (den Tuʻi Tonga) eingesetzt wurde. Der Tuʻi Tonga blieb in seiner Residenz auf der Anhöhe von Olotele in Muʻa, während Moʻungāmotuʻa in den Niederungen von Fonuamotu bleiben musste. Beide Gebiete sind getrennt durch die Straße von Fonuamoa („trockenes Land“). Seine Untertanen erhielten den Namen Kauhalalalo (Menschen der unteren Straße), während die Angehörigen der Tuʻi Tonga die Bezeichnung Kauhalaʻuta (Menschen im Inland von der Straße) erhielten. Es scheint, dass Moʻungāmotuʻa später die Macht übernahm, auch wenn er die Tuʻi Tonga nicht absetzte. Er schickte Kauʻulufonua ins Exil nach Samoa und regierte in seinem Namen, bis seine neue Dynastie, die Tuʻi Haʻatakalaua so mächtig geworden war, dass sie die Tuʻi Tonga endgültig ablöste. Dieser Prozess erstreckte sich über ein Jahrhundert.
- Tanekingaʻotonga
- Kau Vakaʻuta, Tuʻi ʻEua (Vakaʻuta Titelinhaber von ʻEua)
- Siulangapō
- Vakalahi-Moheʻuli (um 1550), er, oder sein Vater, erlaubten den Tuʻi Tonga aus dem Exil in Samoa zurückzukehren
- Moʻunga ʻo Tonga, mehrere Söhne wurden zu seinen Lebzeiten als Gouverneure ernannt. Einer davon, Ngata, erhielt den Distrikt Hihifo und wurde der Gründer der Tuʻi Kanokupolu. Eine Tochter heiratete Fatafehi, den Tuʻi Tonga, wodurch die beiden Dynastien auch Blutsverwandt wurden.
- Fotofili, traf 1643 auf Abel Tasman.
- Vaea, erkannte, dass die Tuʻi Kanokupolu zu ernstzunehmenden Rivalen geworden waren, und focht einen Bürgerkrieg gegen Mataelehaʻamea. Seine Tochter war die letzte, die mit einem Tuʻi Tonga, ʻUluakimata II., vermählt wurde.
- Moeakiola, Zeitgenosse des Tuʻi Tonga Tuʻipulotu I.
- Tatafu, erster Titelinhaber, der nicht der Sohn des Vorgängers war. Sei Vater war Fotofili
- Kafoamotalau, Sohn von Vaea. Die Verwirrung in der Sukzession zeigt starke Veränderungen und den Niedergang der Tuʻi Haʻatakalaua an; Zeitgenosse von Tuʻi Tonga Fakanaʻanaʻa
- Tuʻionukulave
- Silivakaifanga
- Fuatakifolaha, Sohn von Tongatangataulupekifolaha, der selbst nicht der Tuʻi Haʻatakalaua gewesen war; Enkel mütterlicherseits von Mataelehaʻamea von den Tuʻi Kanokupolu.
- Tupoulahi, gab um 1771 seinen Titel als Tuʻi Kanokupolu ab (aufgrund hohen Alters) und erhielt wohl daraufhin den Titel Tuʻi Haʻatakalaua. Sein Amt ist jedoch umstritten.
- Maealiuaki, ebenfalls vorheriger Tuʻi Kanokupolu, der den Titel Tuʻi Haʻatakalaua als Geschenk im Alter erhielt; traf 1777 James Cook und starb kurz darauf. Er war der letzte echte Tuʻi Haʻatakalaua. Alle Nachfolger sind umstritten.
- Mumui
- Toafunaki, wurde um 1790 von Missionaren als Tuʻi Haʻatakalaua erwähnt. Starb 1797. Sein erneutes Begräbnis 1799 gab die Möglichkeit zur Ermordung des Tuʻi Kanokupolu Tukuʻaho.
- Mulikihaʻamea, ebenfalls Tuʻi Kanokupolu. Zu seiner Zeit war der Titel bereits bedeutungslos. Seine Nachkommen beanspruchen jedoch immer wieder den Titel.
  - Fatukimotulalo, Sohn von Mulikihaʻamea.
  - Tungī Halatuituia, Sohn von Fatukimotulalo. In seiner Generation hatte die Dynastie einen neuen Titel geschaffen: den Tungī, der bis heute zu den höchsten Titel in Tonga gehört.
  - Tukuʻaho von Lakalaka, Sohn von Halatuituia.
  - Viliami Tungī Mailefihi, Sohn von Tukuʻaho, vereinigte die Linie mit den Tuʻi Kanokupolu.